# لوكا فوتشكو
لوكا فوتشكو (بالكرواتية: Luka Vučko)‏ هو لاعب كرة قدم كرواتي في مركز الدفاع، ولد في 11 أبريل 1984 في سبليت في كرواتيا. شارك مع منتخب كرواتيا تحت 21 سنة لكرة القدم ومنتخب كرواتيا لكرة القدم. أما مع النوادي، فقد لعب مع إسكيشهرسبور وسان أنتونيو سكوربيونز وليخيا غدانسك ونادي إسترا 1961 ونادي رييكا ونادي ساتورن رامنسكوي وهايدوك سبليت.

## وصلات خارجية
- لوكا فوتشكو على موقع اتحاد كرواتيا (الكرواتية)
- لوكا فوتشكو على موقع اتحاد تركيا (لاعب) (الإنجليزية)
- لوكا فوتشكو على موقع قاعدة بيانات كرة القدم.إي يو (الإنجليزية)
- لوكا فوتشكو على موقع ناشيونال فوتبول تيمز (الإنجليزية)
- لوكا فوتشكو على موقع Soccerway.com (الإنجليزية)
- لوكا فوتشكو على موقع عالم كرة القدم.نت (الإنجليزية)